# Petra Feldhoff
Petra Feldhoff (* 1961) ist eine deutsche Hörspielregisseurin des WDR.

## Leben
Petra Feldhoff studierte Pädagogik sowie Theater-, Film- und Fernsehwissenschaften in Münster und Köln. Ab 1985 war sie Regieassistentin, seit 1992 ist sie Regisseurin in der Produktion Wort/Hörfunk des WDR Köln. Sie hatte die Regie bei über 100 Hörspielen, darunter zahlreiche Kinderhörspiele/Hörbücher.
Als Regisseurin von Die unendliche Geschichte – Das Hörspiel wurde sie 2016 mit dem Deutschen Hörbuchpreis in der Kategorie „Bestes Kinderhörbuch“ ausgezeichnet.

## Hörspiele (Auswahl)

### Als Regisseurin
- 1999: Christoph Güsken: Ganz schön mutig
- 2000: Ulrike Klausmann: Zauberin Natur
- 2003: Armin Frost: Das Herz von Jayne Mansfield
- 2004: Till Müller-Klug: Fotofinish
- 2004: Jutta Richter: Hechtsommer
- 2005: Terry Jones: Der Ritter und seine Knappen
- 2006: Martina Schulte/Andreas Becker: Nach Hause telefonieren – Call-Shop Stories (Feature – WDR/SR/RBB/DKultur)
- 2007: Christoph Güsken: Der Untergang des Hauses K. zwei Teile.
- 2007: Paul Maar: Neues von Herrn Bello
- 2007: Zoé Valdés: Das Tägliche Nichts
- 2007: Roald Dahl: Matilda
- 2008: Bodo Traber & Tilman Zens, Die Flüsterer
- 2009: Paul Maar: Wiedersehen mit Herrn Bello (4 Teile)
- 2009: Mike Stott: Chloé
- 2009: Michael Ende: Jim Knopf und Lukas der Lokomotivführer (6 Teile)
- 2009: Karlheinz Koinegg: Die Reise zum Schnee
- 2010: Michael Ende: Jim Knopf und die Wilde 13
- 2010: Michael Ende: Jim Knopf und Lukas der Lokomotivführer
- 2010: Claudia Schreiber: Was? Wenn!
- 2012: Bodo Traber & Tilman Zens: Puppenstadt
- 2013: Daniel Suarez: Daemon
- 2013: Daniel Suarez: Darknet
- 2014: Bodo Traber: Das Ding im Nebel
- 2014: Michael Ende: Die unendliche Geschichte – Das Hörspiel, 270 min
- 2014: Thilo Reffert: Das Milliardengrab
- 2015: Bodo Traber: Delay
- 2015: Roald Dahl: Der magische Finger
- 2017: Kirsten Reinhardt: Der Kaugummigraf

### Als Sprecherin und Regieassistentin
- 1990: Torsten Reschke: Jakobe – Regie: Heinz Dieter Köhler
- 1992: Peter Radtke: Die Stunde der Viper – Regie: Klaus Wirbitzky
- 1992: Eric Ambler: Nachruf auf einen Spion (2. Teil: Das Gute und das Böse) – Regie: Walter Adler
- 1996: Margriet de Moor: Amouren und Affairen: Der Virtuose – Bearbeitung und Regie: Anita Ferraris